# Autonomiczni nacjonaliści

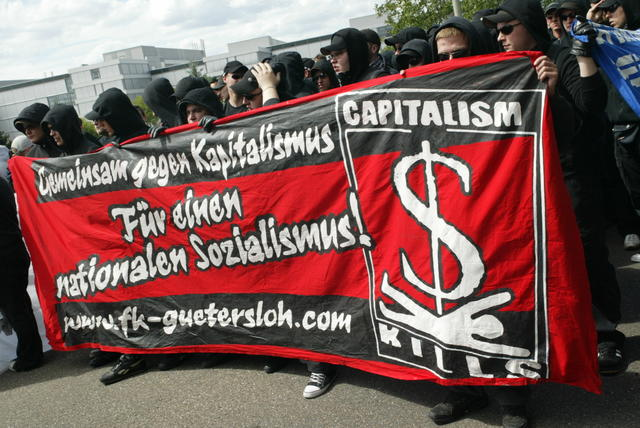
Niemieccy narodowi socjaliści jako „Autonomiczni Nacjonaliści” stosujący taktykę „czarnego bloku” na proteście w 2007 roku

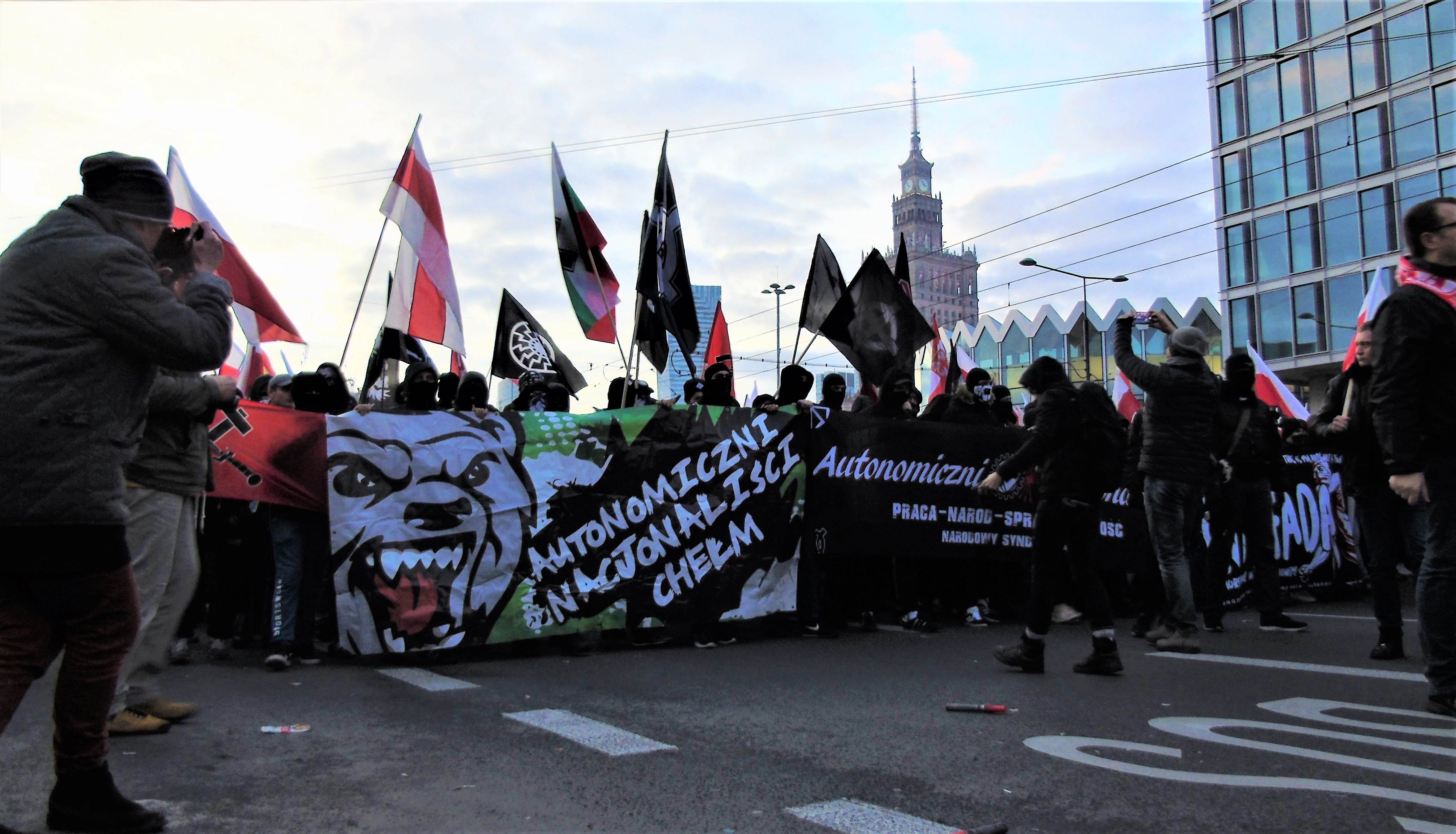
Autonomiczni nacjonaliści na Marszu Niepodległości w Warszawie. 11 listopada 2019 r.

Autonomiczni nacjonaliści – nacjonaliści, neofaszyści i neonaziści nietworzący sformalizowanych struktur organizacyjnych ani partyjnych tylko działający w sposób oddolny, zdecentralizowany. Działają w krajach Europy.

## Historia
Pierwsze ruchy tego rodzaju pojawiły się w Niemczech około 2000 roku, jako jedna z odmian działalności nacjonalistycznej, która odeszła od subkultury skinhead i zaczęła wykorzystywać formy i taktykę działania ruchów anarchistycznych (również antyfaszystowskich, a szczególnie – Antify), jak np. czarny blok (der schwarze Block) czy też grafik. Sama koncepcja działania w podobny sposób pojawiła na początku lat 80. XX w. w Hiszpanii, rozpropagowana przez radykalne nacjonalistyczne ugrupowanie Komórki Autonomiczne („Bases Autónomas”).
Po 2000 roku część działaczy nacjonalistycznych w Niemczech zaczęła adaptować skrajnie lewicową taktykę działania, m.in. ubioru (jednolity ubiór na czarno, kefija czy koszulki z Che Guevarą), symbolikę i taktykę działania (czarny blok).
Z czasem taktyka autonomicznego nacjonalizmu rozpowszechniła się wśród niektórych środowisk nacjonalistycznych całej Europy. Jedną z pierwszych grup tego typu w Polsce były śląskie „Białe Orły”.

## Poglądy i działanie

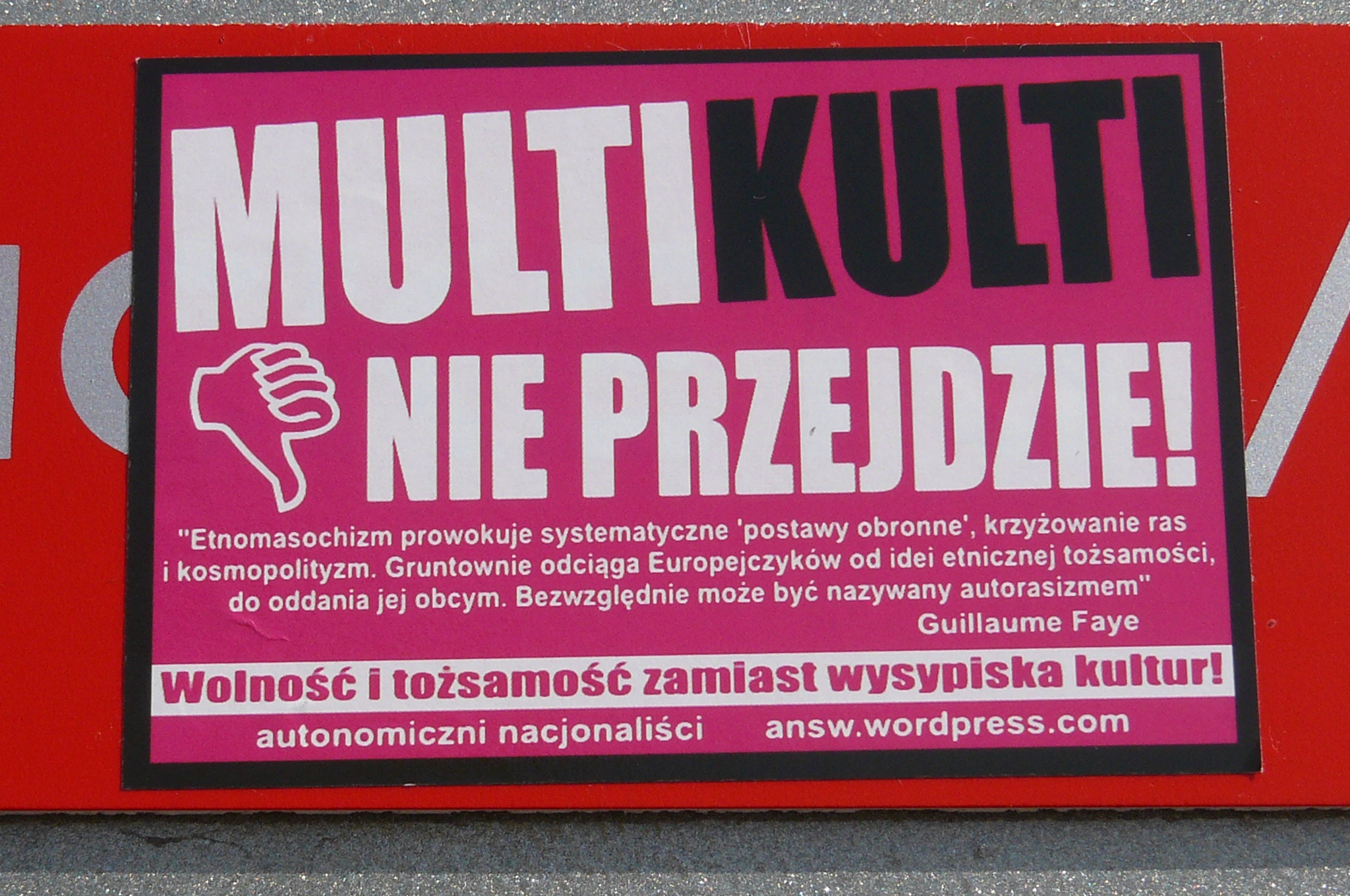
Wlepka skierowana przeciwko idei wielokulturowości, Wrocław

Autonomiczni nacjonaliści nie są ideologicznie zgodni w każdej kwestii, ale da się wyodrębnić wspólne postulaty dla tego środowiska: antykapitalizm, antykomunizm, antysyjonizm, antydemokratyzm, biała supremacja i nacjonalizm.
Członków ruchu łączy nacjonalizm, deklarują nienawiść wobec wielokulturowości i globalizmu, wśród których dostrzegają zagrożenia dla cywilizacji europejskiej i tożsamości poszczególnych narodów. Jako wrogą tejże uważają także m.in. islam czy obecną politykę USA i Izraela. Ideologicznie często zajmują pozycje bliskie strasseryzmowi. Na manifestacjach posługują się też symbolem strasseryzmu – mieczem i młotem.
Działania Autonomicznych Nacjonalisotów opierają się na organizacji koncertów muzycznych, marszów i pochodów („Czarny blok”), stosowaniu propagandy w postaci plakatów, wlepek czy banerów, promocji własnych poglądów w Internecie itp. Szczególnie często eksponowanym symbolem jest krzyż celtycki.